# 川島恵 (アイドル)
川島 恵（かわしま めぐみ、1965年8月5日 - ）は、日本の元アイドル。愛知県尾西市（現一宮市）出身。

## 人物・略歴
- 小学生の頃、地元愛知県の子ども歌番組どんぐり音楽会に出演、合格し、歌手への道を志す。
- 石川進音楽学院にて本格的な歌、音楽を学び、その後、第2回東芝EMIスカウトキャラバンで応募者約4500人の中から優勝、芸能界への切符を手にし、中学卒業と同時に上京[1][2]。
- 1981年（昭和56年）4月12日よりNHK総合テレビの音楽番組、『レッツゴーヤング』の番組オリジナルグループ「サンデーズ」の一員としてレギュラー出演を開始、川﨑麻世のみを前期メンバーから残し、活動開始となったサンデーズ同期メンバーには、日髙のり子（声優）、坂上とし恵（現在・野々村俊恵）（タレント）、ひかる一平（タレント）、新田純一、堤大二郎（ともに俳優）、山田晃士、沢村美奈子、田口トモ子がいる。
- 1982年（昭和57年）2月21日、東芝EMIより「ミスター不思議」で歌手デビュー、デビュー時のキャッチフレーズは「フルーティーボーカリスト」、同じ愛知県出身の伊藤さやか、新井薫子、石川秀美、水野きみこなどはデビュー同期となる。
- 幼い頃より詩吟を学んでいたこともあり、サンデーズ同期メンバーの中では最年少であったが、歌唱力は群を抜いていた。その詩吟はレッツゴーヤングのリクエストショー内でも披露された。
- 1983年（昭和58年）にはラジオ日本「歌のドリームランド」にて、橋本テツヤのもとでアシスタントを務める。番組の中で流れていた「さよならの言葉は云わないで」は、レコード発売されたものとは違い、作曲した大野克夫とのデュエットバージョンだった。
- 1984年（昭和59年）3月、堀越学園高校を卒業。
- 1987年（昭和62年）3月、21歳の時に演歌歌手に転向しキングレコードからさいたまんぞうとのデュエット曲「東京カントリーナイト」を発売する。さいたと川島、二人は知らない者同士だったのだが その仲を取り持ったのは、さいたのゴルフ仲間。TBSテレビ「街かどテレビ11:00」に2回出演、「東京カントリーナイト」を歌唱した。
- 1989年頃に芸能界を引退したと思われる[要出典]。
- 2014年（平成26年）2月20日、さいたまんぞう「まんCHANねる」第41回の放送に電話で出演、その後も第60回、第84回、第106回、第130回、2020年12月26日放送分に出演、最近の近況などを報告している。（本放送はUSTREAMまたはYouTubeLiveで配信されるがその後はYouTubeで視聴可能）

## エピソード
- デビュー当時「もう少しお痩せになった方が…」とよく言われ気にしていたとのこと。
- 「東京メールセンター」発売の「ぽこ・あ・ぽこ」というアイドル雑誌によると、当時非常に大勢いた82年組その他の女性アイドルの中で、1982年5月にブロマイド売り上げ12位という記録を残している。
- 当時、川島恵の担当ディレクターとなった東芝EMIの鈴木孝夫氏は大滝詠一のアルバム「A LONG VACATION」の制作中に「君は天然色」のデモテープを聴いて「この曲、女性ボーカルでもいけるんじゃない？」という思いが即座に巡ったという。そこで川島恵のデビュー曲にしようと実際にボーカルを練習という段階にまで至ったのだがNHKとの兼ね合いでデビューが遅れ、その間にアルバム「A LONG VACATION」とシングルカットされ、アルバムと同時発売された「君は天然色」はそのまま大瀧詠一の曲として世に広まることとなった、その後、新たに阿久悠と大野克夫のコンビで「ミスター不思議」が制作され、川島恵の正規のデビュー曲となった、その制作のきっかけとなったのは東芝EMIのオーディションで同じく阿久悠と大野克夫が制作した川島恵が好きなシンガー岩崎宏美の「悲恋白書」を歌ったのがきっかけだった。なおこの「君は天然色」のエピソードについては さいたまんぞう、水内トオル「まんCHANねる」第41回の放送の中でも川島恵本人の口から直接語られている。そんなデビュー曲「ミスター不思議」のレコードジャケット写真は ハワイで撮影された。
- 3枚目シングル「処女飛行」は元々、「真夜中(ミッドナイト)白書」というタイトルと別歌詞が作詞されており、航空会社のタイアップ曲となる予定であった。しかし歌詞に「不安」や「ゆれてる」等の言葉が出て来る点、同時期に航空会社の事故が多発した点等により、CM自体を自粛してしまった。代わりにシングル候補となる1曲が用意されたが、余りにも出来が悪過ぎた為にその曲はB面に差し替えられることも無く、最終的に元の歌詞を一部書き換え、タイトルを「処女飛行」と改め発売されることになった。発売日が迫っていた事もあり、B面はアルバムに収録されていた「ためらい志願」に急遽決定した。

## レッツゴーヤング
- 1981年3月22日、新サンデーズのメンバーとして番組内で紹介される
- 1981年4月12日、放送分から サンデーズのメンバーとして レッツゴーヤングにレギュラー出演開始
- 1982年2月21日、東芝EMIから「ミスター不思議」で レコードデビュー。レッツゴーヤングでは「ヤングヒットソング第20弾」として「ミスター不思議」を1982年1月24日から、3月28日放送分まで番組内で歌唱、2週目まではソロでステージに立ったが、3週目放送分からバックにヤングメイツがつき楽曲を盛り上げた。クロマキー合成で衣装の色を変えてみたり、視聴者から届いた似顔絵とともに曲を紹介するなど毎回趣向が凝らされた。衣装は青、ピンク、ラストが黄色に緑のスカートで歌唱した
- 1982年5月23日、放送はリクエストショーだったがその番組内で詩吟を披露する
- 1982年6月27日、セカンドシングル「ザ・サンシャイン・ボーイズ」を歌唱
- 1982年8月1日、サンデーズの司会勉強月間と題し川﨑麻世と一緒に番組の司会を進行
- 1982年8月22日、リクエストショー内でイメージビデオとともに河合奈保子の「夏のヒロイン」を歌唱する
- 1982年10月3日、「涙の卒業式」と題しこの時のサンデーズのメンバー全員が番組を卒業。その際全メンバーが自分の持ち歌であるヤングヒットソングを歌唱「ミスター不思議」も7ヶ月ぶりに番組内で歌唱された
- 1983年7月31日、番組卒業後初のゲストとしてレッツゴーヤングに登場。4枚目のシングル「さよならの言葉は云わないで」を歌唱した

## ディスコグラフィ

### シングル
1. ミスター不思議 (1982年2月21日発売　東芝EMI）
  1. 「ミスター不思議」作詞：阿久悠／作曲：大野克夫／ 編曲：船山基紀
  2. 「結婚したなら」作詞：阿久悠／作曲：大野克夫／編曲：船山基紀
2. ザ・サンシャイン・ボーイズ (1982年5月21日発売　東芝EMI)
  1. 「ザ・サンシャイン・ボーイズ」作詞：阿久悠／作曲：大野克夫／編曲：船山基紀
  2. 「乙女ばなれ」作詞：阿久悠／作曲：大野克夫／編曲：上田薫
3. 処女飛行 (1982年10月21日発売　東芝EMI)
  1. 「処女飛行」作詞：売野雅勇／作曲：大野克夫／編曲：大野克夫
  2. 「ためらい志願」作詞：東海林良／作曲：大野克夫／編曲：上田薫
4. さよならの言葉は云わないで (1983年7月21日発売　東芝EMI)
  1. 「さよならの言葉は云わないで」作詞：大野克夫／作曲：大野克夫／編曲：大野克夫
  2. 「渚のファンタジー」作詞：岡田冨美子／作曲：大野克夫／編曲：飛澤宏元
5. 東京カントリーナイト (1987年3月21日発売　キングレコード)
  1. 「東京カントリーナイト」（さいたまんぞうとのデュエット曲）作詞：ベートーベン鈴木／作曲：ベートーベン鈴木／編曲：西崎進
  2. 「恋心中」（川島恵のソロ）作詞：荒木みつる／作曲：チコ早苗／編曲：丸山雅仁
6. よろこびの日に (発売年月日不明　キングレコード)
  1. 「よろこびの日に」作詞：祝桃太郎／作曲：祝桃太郎
  2. 「お願いだから」

- さいたまんぞうとのデュエット曲「東京カントリーナイト」は現在、さいたまんぞうの「生存証明」というCDアルバム（2003年12月26日発売）で聴くことができるがレコードで発売された際のさいたと川島のセリフのやり取りは全面カットされている。

### アルバム
- サンシャイン・ガール（1982年6月21日発売　東芝EMI）

収録曲(SIDE-A)
1. 「ザ・サンシャイン・ボーイズ」作詞：阿久悠／作曲：大野克夫／編曲：船山基紀
2. 「夏少女」作詞：有川正沙子／作曲：林哲司／編曲：上田薫
3. 「握手」作詞：阿久悠／作曲：大野克夫／編曲：上田薫
4. 「結婚したなら」作詞：阿久悠／作曲：大野克夫／編曲：船山基紀
5. 「黄昏海岸」作詞：東海林良／作曲：大野克夫／編曲：上田薫

収録曲(SIDE-B)
1. 「ミスター不思議」作詞：阿久悠／作曲：大野克夫／編曲：船山基紀
2. 「ためらい志願」作詞：東海林良／作曲：大野克夫／編曲：上田薫
3. 「乙女ばなれ」作詞：阿久悠／作曲：大野克夫／編曲：上田薫
4. 「失恋第一章」作詞：有川正沙子／作曲：林哲司／編曲：上田薫
5. 「野を駈ける少年のように」作詞：東海林良／作曲：大野克夫／編曲：上田薫

- アルバム「サンシャイン・ガール」(SIDE-A)の3曲目に収録されている「握手」は 1976年7月1日に発売された大竹しのぶのセカンドシングルのカバー曲

- なおアルバム「サンシャイン・ガール」は 2008年6月27日に、EMIミュージック・ジャパンからCD化され発売されている。

- 東芝EMIは2007年6月30日にEMIミュージック・ジャパンへ商号変更、さらに2013年4月1日にはユニバーサル ミュージック合同会社と経営統合し解散している。

## 出演

### テレビ（歌唱曲名）
- レッツゴーヤング （NHK総合）

サンデーズとしてレギュラー出演（1981年4月12日-1982年10月3日）
「ミスター不思議」（1982年1月24日-1982年3月28日・1982年10月3日）
「ザ・サンシャイン・ボーイズ」（1982年6月27日）
「さよならの言葉は云わないで」（1983年7月31日）
- スタートピックス （スポニチクリエイツ）

「ミスター不思議」（1982年）
- カックラキン大放送 （日本テレビ）

「ミスター不思議」（1982年2月12日）
- 8時だョ!全員集合（TBSテレビ）

「ミスター不思議」（1982年2月20日）
- 歌まね振りまねスターに挑戦!!（日本テレビ）

「ザ・サンシャイン・ボーイズ」（1982年）
- 若原瞳のラブリー10（テレビ朝日）

「ザ・サンシャイン・ボーイズ」（1982年）
- おはようスタジオ（テレビ東京）

「ザ・サンシャイン・ボーイズ」（1982年）
「さよならの言葉は云わないで」（1983年）
「さよならの言葉は云わないで」（1984年1月9日）
- 新宿音楽祭（フジテレビ）

「処女飛行」銅賞（1982年）
- 新春かくし芸大会（フジテレビ）

洋舞「DANCING BOX」（1983年）
おせん（「おしん」のかくし芸大会バージョン）（1984年）
- 歌謡最前線 (日本テレビ)

「さよならの言葉は云わないで」（1983年）
- 街かどテレビ11:00（TBSテレビ）

「東京カントリーナイト」（さいたまんぞうとのデュエット） 2回出演（1987年）

### ラジオ
- 夏だ！みうらだ！真夏の歌謡大作戦！（ラジオ日本）

「ミスター不思議」「ザ・サンシャイン・ボーイズ」（1982年7月24日）
- 歌のドリームランド（ラジオ日本）（1983年）

｢さよならの言葉は云わないで｣ 大野克夫とのデュエットバージョン
- サンデージョッキー（NHKラジオ第一）

「東京カントリーナイト」さいたまんぞうさんと一緒に出演（1987年）

### Ustream・YouTubeライブ
- まんCHANねる さいたまんぞう、水内トオル

電話ゲストで出演 （2014年〜Ustream 又は YouTubeライブ）
（配信後はYouTubeで視聴可能）
出演回リスト
第41回（2014年2月20日）第60回（2014年12月13日）
第84回（2015年12月17日）第106回（2016年12月17日）
第130回（2017年12月14日）回数不明（2020年12月26日）